# Bataille de Mondovi
Pour un article plus général, voir Campagne d'Italie (1796-1797).
Première Coalition
Batailles
La bataille de Mondovi eut lieu le 21 avril 1796 entre l'armée française de Bonaparte et ce qui restait des troupes du royaume de Sardaigne, déjà défaites dans les précédentes batailles de Montenotte, Millesimo et Dego sous les ordres du général Colli.

## Informations sur le champ de bataille
Le village de Vico en amphithéâtre couronne le coteau bordant au nord le petit bassin au fond duquel s’élève le superbe dôme de Notre-Dame de Vicoforte. Son contour fort étendu, accessible de toutes parts, le rend impropre à être défendu, surtout la partie vers le levant qui est plus basse que l’autre. Dans le prolongement des coteaux de Vico qui se lient à la colline portant la ville de Mondovi, se trouve une colline dont un petit rideau forme au pied une espèce de contre garde, dont les pentes finissent sur l’Ellero. Son saillant tourné vers la venue de Vico a comme des flèches qui le couvrent dans les buttes situées au long de cette venue, dont la principale, appelée le « briquet », est facile à mettre hors d’insulte.

## Ordres de bataille

### Dispositions des Sardes
Les troupes de la droite sont laissées en avant de Vico, les autres rangées à grands intervalles à découvert autour de ce village et au long du grand chemin qui mène à Mondovi.
Une batterie de 2 pièces est placée à l’extrémité orientale de la petite butte située vers le milieu du coteau bordant le village de Vico. Des bataillons de grenadiers s’entassèrent au « briquet » sous la protection d’une batterie de 6 pièces. L’objectif de Colli est de retarder au maximum l’avance française afin de lui permettre de vider les magasins situés dans Mondovi avant d’effectuer sa retraite vers le nord.

### Disposition des Français
Vers 15 h 00, Bonaparte quitte Lesegno, passe le Cursaglio à Prata, se dirige vers le Bric della Guardia d'où il embrasse l'ensemble des opérations. Les ordres sont donnés :
- à Meynier : Se portera sur le champ avec ses troupes sur la position de la Biccoca afin de prolonger les corps en mouvement sur sa gauche (Serrurier) et soutenir l’attaque qui va être menée sur Mondovi. Attention sur votre droite ;
- il enjoint à Serrurier et Masséna d'attaquer sur toute la ligne.

## La bataille

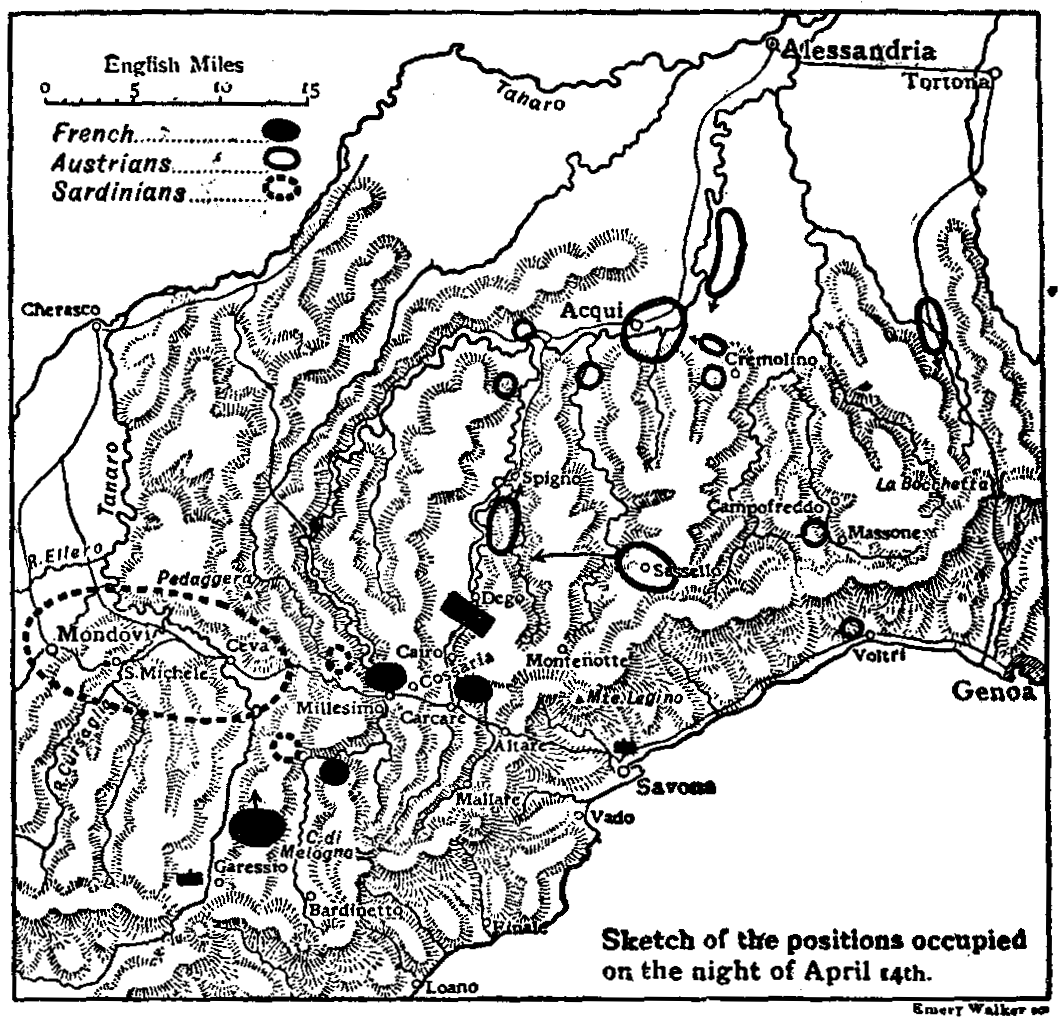
La bataille de Mondovi.

Vers les 4 h du matin, la cavalerie traverse ; Stengel a avec lui le 5e dragon et 25 hussards du 1er régiment. Le reste est aux ordres de Beaumont. Au jour, vers les 8 h, c'est au tour de l'infanterie ; Meynier passe aux pont de Lesegno, il s’avance vers Vico, embrassant par sa droite les coteaux de Briaglia. Dommartin par la grande route de la Torre à St-Michel, Fiorella passe a gué le Corsaglia vis-a-vis des Molline, enfin Guyeux et Pelletier par les hauteurs de Bellana.
Les avant-postes du brigadier Civalieri, le colonel Colli et le major Féa, se replient sous l’avancée rapide des Français en direction de Vico. Le colonel Colli est responsable de l'arrière-garde.
Tout va très vite. Les premiers coups de canon tirés par l’avant-garde de Guyeux, partis à la droite de la chapelle St-Stefano, ébranlent les troupes postées sur la Costa dans les prés au-dessous de Poggio. Dès que les tirailleurs de la colonne de Dommartin commencent à se montrer, les troupes piémontaises se débandent.
L’arrivée de Meynier depuis Pra précipite la retraite des corps de la gauche piémontaise, qui abandonnent St-Giovanni de très bonne heure.
Fiorella descend à la course par le bric Ceirole et se met à l’abri derrière la petite maison de Blengine, située à l’extrémité du contrefort, du feu qu’il subit de la Madona (sanctuaire) et de l’extrémité du bric St-Roc.
Les Piémontais, postés sur la Costa dans les prés au-dessous de Poggio, sont mis en déroute. La plus grande partie se retire par le village pour être plus à l’abri de la mousqueterie. Le corps du colonel Colli se regroupe et prend position sur le petit contrefort de Vuril et Blangin-Soprano.
Dès que Fiorella prend connaissance des progrès de Guyeux, il se jette tout à coup dans les cours et le bâtiment de la Madona. Les fusillades sont très vives sur les petits plateaux qu’on trouve sur les flancs du village, sur les murs d’enceinte de ses jardins, et au château. La grande rue près de l’église n'est pas épargnée par les combats. À ce moment, plusieurs régiments sont déjà complètement désorganisés dans le village, et les Français profitent avec rapidité et audace de ce moment de désordre.
Le chemin, traversant une butte, forme une espèce de défilé gardé par les grenadiers royaux ; ils tinrent ferme un moment sur le flanc droit du village, en avant de la chapelle de St-Joseph.
2 pièces placées sur Mercato Vecchio tentèrent un moment de ralentir l’ardeur des assaillants en tirant quelques coups sur les têtes de colonnes, mais avec peu de succès.
Les 2 pièces sont forcées de se retirer lorsque Fiorella les prend à revers, en passant par la route au sud et au-dessous de Pasquero, pendant que les tirailleurs français sont engagés contre leurs adversaires.
Meynier se jette dans le vallon de Mons, afin de passer la planche du fossé d’Otteria et menacer ainsi de prendre à revers les troupes encore présente dans Vico.
Les chasseurs de Colli, derrière les murs des bâtiments du Pilon de Vuril, arrêtent l’avance française pendant un moment, par un feu très vif. Ils sont soutenus par la batterie et les feux de peloton des grenadiers postés au « briquet ».
La manœuvre d’étendre les ailes pour embrasser la position ennemie tout en tenant le centre hors de la portée du canon du « briquet », disposa l’armée française en croissant, bordant les coteaux et les buttes en face de celles qu’occupaient les Piémontais. Les tirailleurs répandus dans les bas-fonds intermédiaires, redoublent d’audace et de nombre. Les combats sont de plus en plus rapprochés, visant l’artillerie du « briquet » et les troupes qui la soutiennent, et sont terribles de part et d’autre. Cette lutte est soutenue près de 2 h par divers bataillons de grenadiers assurant les relèves.
Un officier et quelques soldats montent jusqu’aux canons, sous couvert de délégation parlementaire. Mais une fois parvenus aux pièces, ils sabrent les canonniers. La petite troupe est assaillie si vivement qu’ils redescendent la pente rapidement. Le feu redouble de la part des grenadiers sardes. Les Croates se jettent avec bravoure dans le bois au-dessous des Moje, y poursuivent les Français et les repoussent jusqu’au pilon de Vuril.
Bonaparte dispose des pièces au bris St-Agnes et dans les vignes vis-a-vis du « briquet » un peu au sud-est du pilon de Vuril. L’artillerie française bat la butte et les troupes avoisinantes.
Au même moment, le général Colli, fait marcher sur l’ennemi tous les corps présents à Vico au matin, ainsi qu'un bataillon de Stetler pour soutenir les troupes du « briquet ». Ces renforts sont placés de part et d'autre de la butte, mais n’y resteront pas longtemps. Dichat est mortellement touché. Le 9e régiment de grenadiers est situé sur le flanc droit du « briquet », les grenadiers de Chiusa plus à droite encore, les grenadiers de Varax occupent les Moje, Oneille ést au-dessous de la Mista, et les chasseurs Colli occupent le flanc gauche.
La bataille fait rage ; par 3 fois, les grenadiers de Fiorella tentent de prendre les positions ennemies, avant d’y parvenir à la quatrième. Le 9e régiment de grenadiers sardes souffre beaucoup. Les grenadiers de Chiusa, menacés d’encerclement, sont forcés d’abandonner leur position et se jettent sur la gauche du « briquet », dans le vallon des Moje.
Vers 14 h, en tant qu’officier le plus ancien chez les Sardes, le chevalier Ulerlini prend le commandement sur la butte du « briquet ». La 16e demi-brigade légère monte en tête à l’assaut de la butte. Elle est momentanément stoppée par le feu meurtrier de l’ennemi ; mais le 3e bataillon en tête pousse en avant. Prêt à être enveloppé par sa droite, attaqué vivement de front et sur le flanc gauche, Ulerlini prend le parti d’abandonner la position, y laissant l’artillerie faute de chevaux sans même l’enclouer. Lui et ses hommes se précipitent dans le vallon des Moje. Le 3e bataillon de la 16e demi-brigade légère en profite et emporte la butte. L’artillerie postée à Li Gari et St-Croce ouvre immédiatement feu sur eux. Les Français retournent aussitôt l’artillerie prise sur la butte, et répondent au feu des batteries ennemies.
Le bataillon sarde Stetler et les compagnies de grenadiers royaux, situés en arrière à la gauche de la butte, sont également contraints d’abandonner leurs positions.
Les Français poursuivent leur attaque de tous côtés. Les grenadiers occupant les maisons de la Moje sont capturés, les grenadiers de Varax sont harcelés. La Légion légère qui occupe Li Gari est forcée par Guyeux de se replier sous Mondovi.
Si le désordre avait été considérable à Vico dans la matinée, il le fut davantage encore dans cette circonstance ; la grande route était pleine de fuyards. La porte de Mondovi était fermée et gardée par un piquet de dragons. Les troupes refluaient sur la rive gauche de l’Ellero.
Vers 15 h, Bonaparte accourt sur le « Brichetto ». De son côté, Colli est obligé d’abandonner Mondovi à sa propre défense et y laisse, sous le commandement de Dellera, le régiment aux gardes, un bataillon Stetler, quelques compagnies du régiment Tortone et les artilleurs nécessaires au service des pièces de la citadelle.
Vers 16 h, la cavalerie, sous le commandement de Beaumont, suit l’infanterie durant la bataille de Mondovi. Stengel avec le 5e dragon et 25 cavaliers du 1er hussard se porte sur la rive gauche de l’Ellero.
L’alarme se répand parmi l’infanterie sarde complètement découragée, battue, harassée, prenant un peu de repos sur la rive gauche de l’Ellero avant d’effectuer la retraite. On apprend que la cavalerie française a traversé a gué la rivière vers Pietra. Le colonel Chaffardon des dragons du Roi charge avec les 125 hommes (2e et 4e escadrons). La charge est vigoureuse, le général Stengel est mortellement blessé.
La ville de Mondovi se rend, vers 18 h, après un bombardement soutenu d'une heure. Une partie des troupes piémontaise fait retraite sur Fossano, l’autre sur la Madona dell’ Olmo aux environs de Coni.
Pertes côté sarde : 9 031 hommes prisonniers, 900 blessés, et 10 officiers généraux supérieurs (Stettler, Flayes).

## Conséquences
Les vainqueurs, ayant définitivement séparé les Sardes de leurs alliés autrichiens, occupent la ville d'Alba, le 26 avril 1796 et proclament la république d'Alba, république qui eut une vie très brève, puisqu'en effet deux jours plus tard, le 28 avril, avec la signature de l’armistice de Cherasco au palais Salmatoris, Victor-Amédée III de Sardaigne récupère Alba et garde le contrôle de Turin, mais cède aux Français les forteresses de Coni, Ceva, Alexandrie et Tortona, en concédant en outre le libre passage des armées de la Révolution à travers le Piémont pour poursuivre la guerre contre l'Autriche.
La victoire du pont de Lodi, le 10 mai 1796, et la défaite du général autrichien Johann von Beaulieu, ouvrent la route pour la conquête de Milan et l'ascension de Napoléon Bonaparte.
Le 15 mai 1796 avec le traité de paix de Paris, Nice et la Savoie passent du royaume de Sardaigne à la France.
Une rue à Paris dans le 1er arrondissement porte le nom de rue de Mondovi en mémoire de la bataille. Pendant l'époque coloniale la commune de Dréan en Algérie avait également été appelée Mondovi.